# جيمس هوارد غور
جيمس هوارد غور (بالإنجليزية: James Howard Gore)‏ هو رياضياتي أمريكي، ولد في 18 سبتمبر 1856، وتوفي في 10 يونيو 1939.